# Lista landskommun
Lista landskommun var en tidigare kommun i Södermanlands län.

## Administrativ historik
Kommunen inrättades i Lista socken i Västerrekarne härad i Södermanland när 1862 års kommunalförordningar började gälla den 1 januari 1863.
Landskommunen uppgick vid kommunreformen 1952 i Västra Rekarne landskommun vilken 1971 uppgick i Eskilstuna kommun.

## Politik

### Mandatfördelning i Lista landskommun 1946
| 2 | 13 |

| 14 |